# Cuy (Oise)
Cuy és un municipi francès, situat al departament de l'Oise i a la regió dels Alts de França. L'any 2007 tenia 227 habitants.

## Demografia

### Població
El 2007 la població de fet de Cuy era de 227 persones. Hi havia 84 famílies de les quals 16 eren unipersonals (12 homes vivint sols i 4 dones vivint soles), 24 parelles sense fills, 40 parelles amb fills i 4 famílies monoparentals amb fills.
La població ha evolucionat segons el següent gràfic:
Habitants censats

### Habitatges
El 2007 hi havia 89 habitatges, 82 eren l'habitatge principal de la família, 5 eren segones residències i 2 estaven desocupats. 85 eren cases i 1 era un apartament. Dels 82 habitatges principals, 73 estaven ocupats pels seus propietaris, 8 estaven llogats i ocupats pels llogaters i 1 estava cedit a títol gratuït; 1 tenia dues cambres, 8 en tenien tres, 30 en tenien quatre i 44 en tenien cinc o més. 58 habitatges disposaven pel capbaix d'una plaça de pàrquing. A 36 habitatges hi havia un automòbil i a 43 n'hi havia dos o més.

### Piràmide de població
La piràmide de població per edats i sexe el 2009 era:
| Homes | Edats   | Dones |
| ----- | ------- | ----- |
| 0     | 95 o +  | 0     |
| 0     | 90 a 94 | 0     |
| 0     | 85 a 89 | 0     |
| 4     | 80 a 84 | 0     |
| 4     | 75 a 79 | 8     |
| 4     | 70 a 74 | 4     |
| 4     | 65 a 69 | 0     |
| 4     | 60 a 64 | 0     |
| 8     | 55 a 59 | 8     |
| 8     | 50 a 54 | 8     |
| 8     | 45 a 49 | 8     |
| 4     | 40 a 44 | 12    |
| 16    | 35 a 39 | 16    |
| 12    | 30 a 34 | 4     |
| 0     | 25 a 29 | 0     |
| 8     | 20 a 24 | 8     |
| 8     | 15 a 19 | 4     |
| 20    | 10 a 14 | 8     |
| 4     | 5 a 9   | 4     |
| 0     | 0 a 4   | 8     |

## Economia
El 2007 la població en edat de treballar era de 143 persones, 106 eren actives i 37 eren inactives. De les 106 persones actives 99 estaven ocupades (53 homes i 46 dones) i 7 estaven aturades (4 homes i 3 dones). De les 37 persones inactives 14 estaven jubilades, 11 estaven estudiant i 12 estaven classificades com a «altres inactius».

### Ingressos
El 2009 a Cuy hi havia 83 unitats fiscals que integraven 226 persones, la mediana anual d'ingressos fiscals per persona era de 17.498 €.

### Activitats econòmiques
Dels 4 establiments que hi havia el 2007, 1 era d'una empresa de fabricació d'altres productes industrials, 1 d'una empresa de construcció, 1 d'una empresa immobiliària i 1 d'una empresa de serveis.
Dels 2 establiments de servei als particulars que hi havia el 2009, 1 era una lampisteria i 1 agència immobiliària.
L'any 2000 a Cuy hi havia 6 explotacions agrícoles.

## Equipaments sanitaris i escolars
El 2009 hi havia una escola elemental integrada dins d'un grup escolar amb les comunes properes formant una escola dispersa.

## Poblacions més properes
El següent diagrama mostra les poblacions més properes.